# イヴァニウド・フェルナンデス
イヴァニウド・ジョルジ・メンデス・フェルナンデス（Ivanildo Jorge Mendes Fernandes、1996年3月26日 - ）は、ポルトガル・アマドーラ出身のサッカー選手。ポジションはDF。

## クラブ経歴
リスボン都市圏のアフリカ系ポルトガル人が多く居住するアマドーラに生まれ、18歳のときにスポルティングCPの下部組織に加入した。2015年から3シーズンをリーガプロに在籍していたスポルティングCPのリザーブチームで過ごした。
2016年8月24日、FCファマリカンとの試合でリーグ戦初ゴールを記録。この2016-17シーズンはリーグ戦34試合に出場してリーグ14位フィニッシュに貢献した。
2018年7月27日、モレイレンセFCにレンタル移籍。
2020年12月31日、トラブゾンスポル、チャイクル・リゼスポルへのレンタルを経てUDアルメリアにレンタル移籍することが決まった。
2021年夏、FCヴィゼラに3年契約で移籍した。

## 代表経歴
2018年10月11日、U-21ポルトガル代表としてこの日のリヒテンシュタイン代表戦に出場した。
2023年、カーボベルデ代表に鞍替えし、アフリカネイションズカップ2023予選のエスワティニ代表戦でA代表初出場。

## タイトル
トラブゾンスポル
- テュルキエ・クパス : 1回 (2019-20)